# Telescopul spațial Spitzer

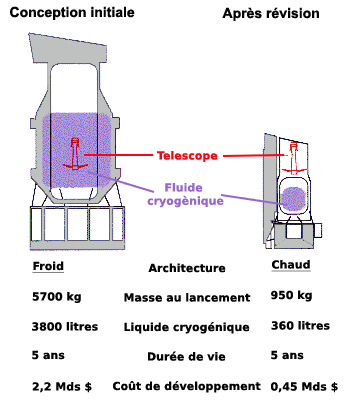
În cursul concepţiei, talia SIRTF a trebuit să fie foarte mult redusă pentru a face faţă constrângerilor bugetare, dar telescopul a rămas performant.

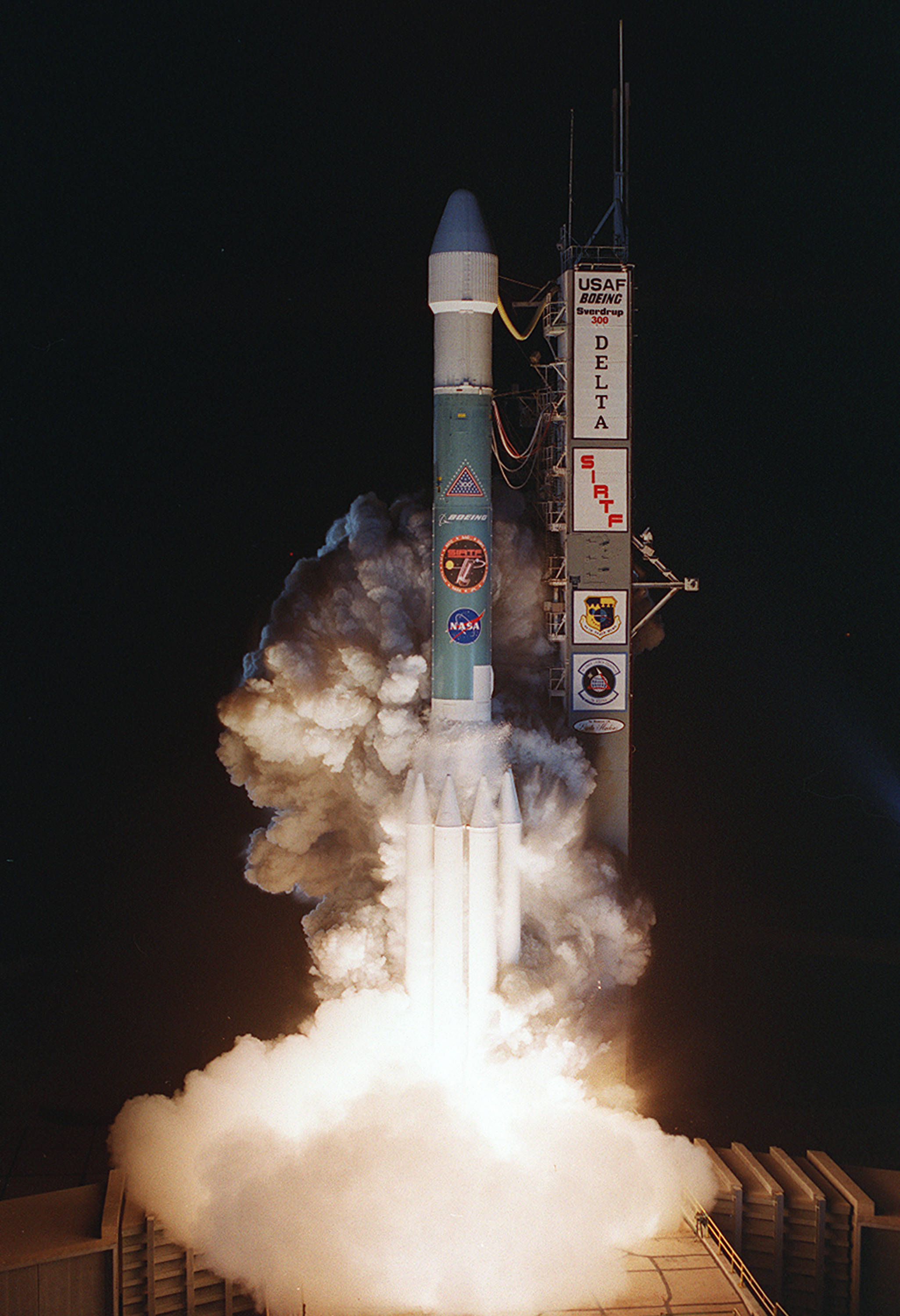
Lansarea telescopului Spitzer de către o rachetă Delta II.

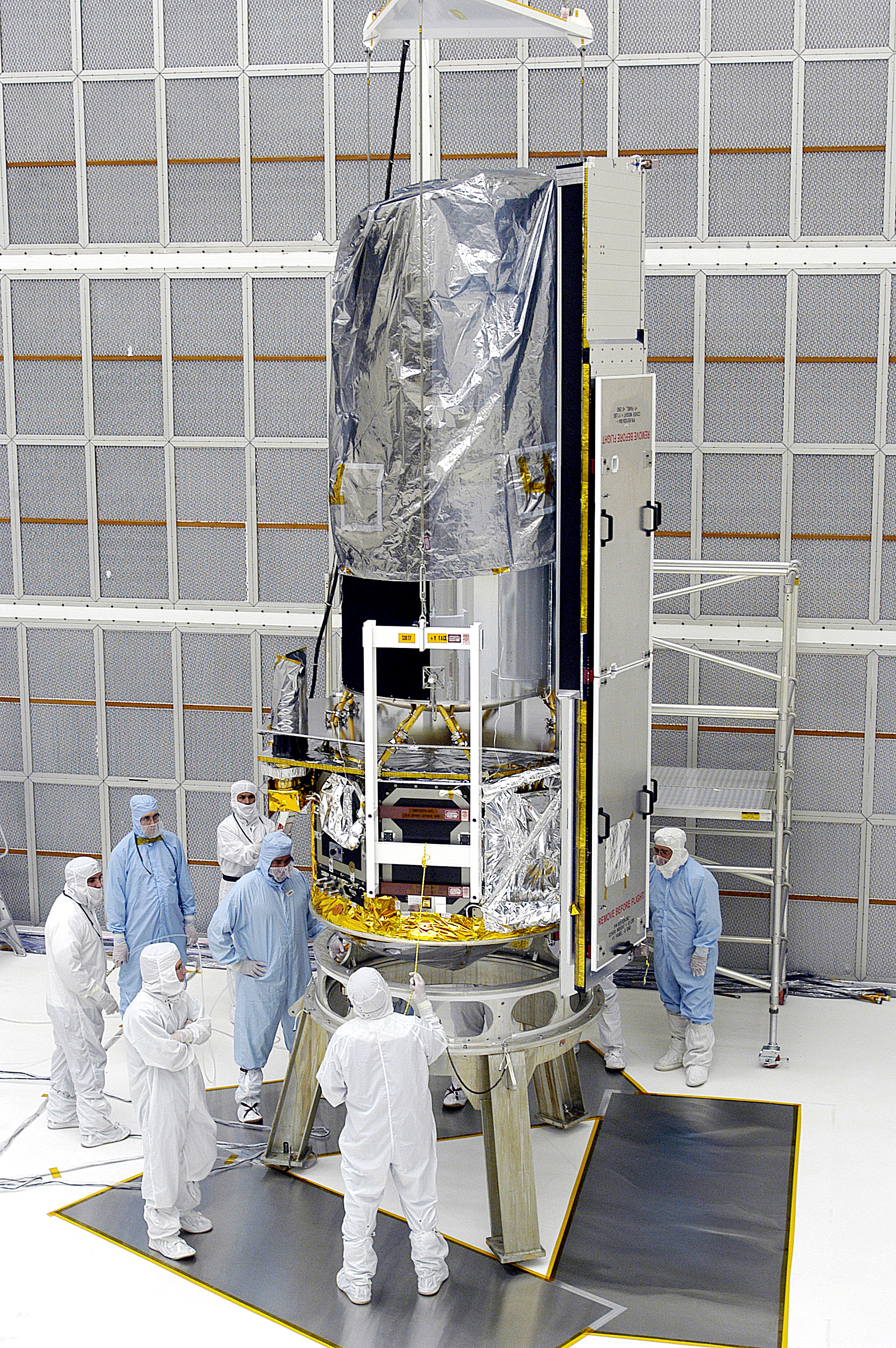
Spitzer este un instrument de talie modestă, în comparaţie cu alte mari observatoare ale NASA.

Spitzer sau SIRTF (Space Infrared Telescope Facility) este un telescop spațial în infraroșu dezvoltat de către NASA. Face parte din cele patru mari observatoare ale NASA, având caracteristici complementare, realizate de agenția spațială americană pentru a răspunde la marile întrebări științifice apărute la sfârșitul secolului al XX-lea în domeniul astrofizicii. Rolul telescopului Spitzer este, în principal, să observe crearea Universului, formarea și evoluția galaxiilor primitive, geneza stelelor și planetelor și evoluția compoziției chimice a Universului, care sunt fenomene vizibile îndeosebi în infraroșu.
Acest proiect de telescop infraroșu a fost lansat de agenția spațială americană în 1984. În cursul dezvoltării proiectului talia lui Spitzer a fost puternic revăzută în jos (masa scăzută de la 5,7 tone la mai puțin de o tonă) pentru a face față reducerilor bugetare cerute de NASA. Capacitățile sale sunt totuși superioare predecesoarelor sale, IRAS (1983) și ISO (1995), mulțumită multor alegeri tehnice și progreselor realizate între timp în domeniul detectoarelor în infraroșu. Partea sa optică este constituită dintr-un telescop cu oglinda primară cu diametrul de 85 cm. Radiația infraroșie colectată este analizată de trei instrumente  care sunt răcite cu heliu lichid: un fotometru de imagine în infraroșu apropiat și mediu (între 3 și 8 microni), un spectroscop (5 – 40 de microni) și un spectrofotometru pentru infraroșu îndepărtat (50 – 160 de microni).
Lansat la 25 august 2003, telescopul Spitzer a funcționat cu o capacitate deplină până în mai 2009. Începând de la acea dată, epuizându-se heliul lichid, a continuat să funcționeze la modul „cald” cu o parte din instrumente. Misiunea sa ar trebui prelungită până la sfârșitul deceniului 2010.